# Kroon- en ritterlantaarn
De kroonlantaarn en ritterlantaarn zijn twee gevelstenen in Amsterdam-Centrum, op een transformatorhuis aan de Nieuwe Uilenburgerstraat 29a. Gevelstenen werden in Amsterdam aangebracht om in tijden van straten zonder huisnummers een plek beter dan gemiddeld aan te duiden. Soms verwees de gevelsteen naar naam of beroep van de bewoner dan wel uitbater van het gebouw. 

## Nieuwe Uilenburgerstraat 29a
Op het eiland Uilenburg was dat gebruik eigenlijk niet nodig, want er liepen maar enkele straten: Uilenburgerstraat, Batavierstraat, Eerste en Tweede Batavierstraat en Oudeschans. Toch was het gebruik ook hier doorgesijpeld. De oudste steen is vermoedelijk Het Wapen van Portugal. In de eerste helft van de 20e eeuw viel een groot deel van de bebouwing op het eiland ten prooi aan de slopershamer om plaats te maken voor nieuwbouw. Batavierstraat, Eerste en Tweede Batavierdwarsstraat verdwenen bijvoorbeeld uit de stadsplattegrond en de Uilenburgerstraat werd de Nieuwe Uilenburgerstraat. Daarbij werden enkele gevelstenen, zoals herplaatste Het Wapen van Portugal gered, maar vermoedelijk ging ook een deel verloren. Het Wapen is te zien op Nieuwe Uilenburgerstraat 57-59.     
Aan die oneven kant van de Nieuwe Uilenburgerstraat maakte een groot deel van de bebouwing plaats voor nieuwbouw. Zo kwam dus op Nieuwe Uilenburgerstraat 57-59 in 1926 een gebouw van Dienst der Publieke Werken. Ten oosten stond sinds 1889 een schoolgebouw van de Sophie Rosenthal-bewaarschool. Ze werd van de straat afgeschermd door een rijtje woonhuizen, maar die gingen rond 1916 in verband met verkrotting tegen de vlakte. De school sloot rond 1935 en in het gebouw werd een chemiebedrijf (NV Physica) gevestigd. Aan de straatzijde stond toen al een transformatorhuisje. Midden jaren vijftig koopt de Gemeente Amsterdam het bedrijf uit of onteigent het en er wordt vanaf 1955 gebouwd aan een onderstation van het GEB (teruggetrokken van de straat) met bijgebouw (aan de straat). Dit bijgebouw kreeg huisnummer 29A; de achterliggende gebouwen 27-31. Het onderstation met trafohuis, ontworpen door de Dienst der Publieke Werken, behoeft door de afwijkende architectuur in het straatbeeld eigenlijk geen nadere duiding.

## Straatlantaarns
Binnen de gemeente Amsterdam werden in de loop der eeuwen allerlei typen straatlantaarns geplaatst, afhankelijk van de nieuwe en toegestane technieken. Een bijzonder type was daarin de in 1883 geïntroduceerde zogenaamde kroonlantaarn. In de jaren daarna werden ze in de stad geplaatst, maar ook in de jaren daarna aangepast aan voortschrijdend inzicht (of gebrek daaraan), hetgeen inhield dat sommige een kunststof armatuur kregen. Aan het eind van de jaren negentig komt men onder druk van allerlei bewegingen tot het inzicht dat die nieuwe techniek niet past bij het historisch karakter van de binnenstad. Toeval is dat een origineel exemplaar kroonlantaarn werd teruggevonden bij een antiquair. Een geslaagde test op de Westermarkt, het terrein rondom de Westerkerk, leidde tot een beweging die de kroonlantaarn, dan in vernieuwde versie, terug wil in de binnenstad. Samenwerking tussen de Vereniging Vrienden van de Amsterdamse Binnenstad en "Stichting Heijmeijer van Heemstede" (beide bezig met behoud en versterking van het historisch aanzien) leidt in 1998 tot de oprichting van het Amsterdams Kroonlantaarn Comité, waarin een aantal bekende Amsterdammers zitting hebben. Een grootschalige herintroductie is dan ook mogelijk omdat het energiebedrijf de lampen van de oude modellen toch al wil vervangen. Langdurig overleg en regelgeving leverden op dat pas in 2006 daadwerkelijk besloten werd de lantaarns opnieuw te herintroduceren; ze kregen een grotere lengte en de kunststof armaturen werden vervangen door replica’s van de 19e eeuwse versie. Vanaf 2008 vinden dan de eerste “restauraties” plaats, waarbij niet alleen de kroonlantaarns vernieuwd worden, maar ook de ritterlantaarns, een type uit 1898. Niet alleen het armatuur werd vervangen, maar ook de lampen zelf (voor een passend lichtbeeld), dit laatste onder toezicht van de dienst DIVV, openbare verlichting. Gezamenlijk worden meer dan 4000 stadslantaarns aangepast. Ze zijn het eerst te bewonderen aan de Keizersgracht (kroon) en Zwanenburgwal (ritter). Wethouder Guusje ter Horst, die overigens geen voorstander was van grootscheepse herplaatsing, onthulde de eerste vernieuwde lantaarn.
Het traject van “restauratie” nam vijf jaar in beslag. Om het traject af te sluiten gaf de Stichting Heijmeijer van Heemstede opdracht aan beeldhouwer Hans 't Mannetje opdracht twee gevelstenen te ontwerpen en te maken om de voltooiing luister bij te zetten. Plaats van de gevelstenen werd Nieuw Uilenburgerstraat 29a op het trafohuis. Wellicht speelde een rol dat de dienst DIVV langdurig haar kantoor en opslag had/heeft in het buurpand Nieuwe Uilenburgerstraat 57-59 en Hans 't Mannetje werkte tussen 1969 en 1986 op het terrein van de voormalige Uilenburger Synagoge (Nieuwe Uilenburgerstraat 91). Afgebeeld zijn de twee typen lantaarns met aan de ene zijde het jaar van introductie en aan de andere zijde de periode van plaatsing.
Overigens is bij die synagoge nog een gevelsteen van Hans 't Mannetje te vinden: de Gedenksteen restauratieatelier Uilenburg. Aan pand nr 29a hangen niet alleen de feestelijke gevelstenen, maar ook een plaquette over de duiding van de Holocaust (Judenviertel).         

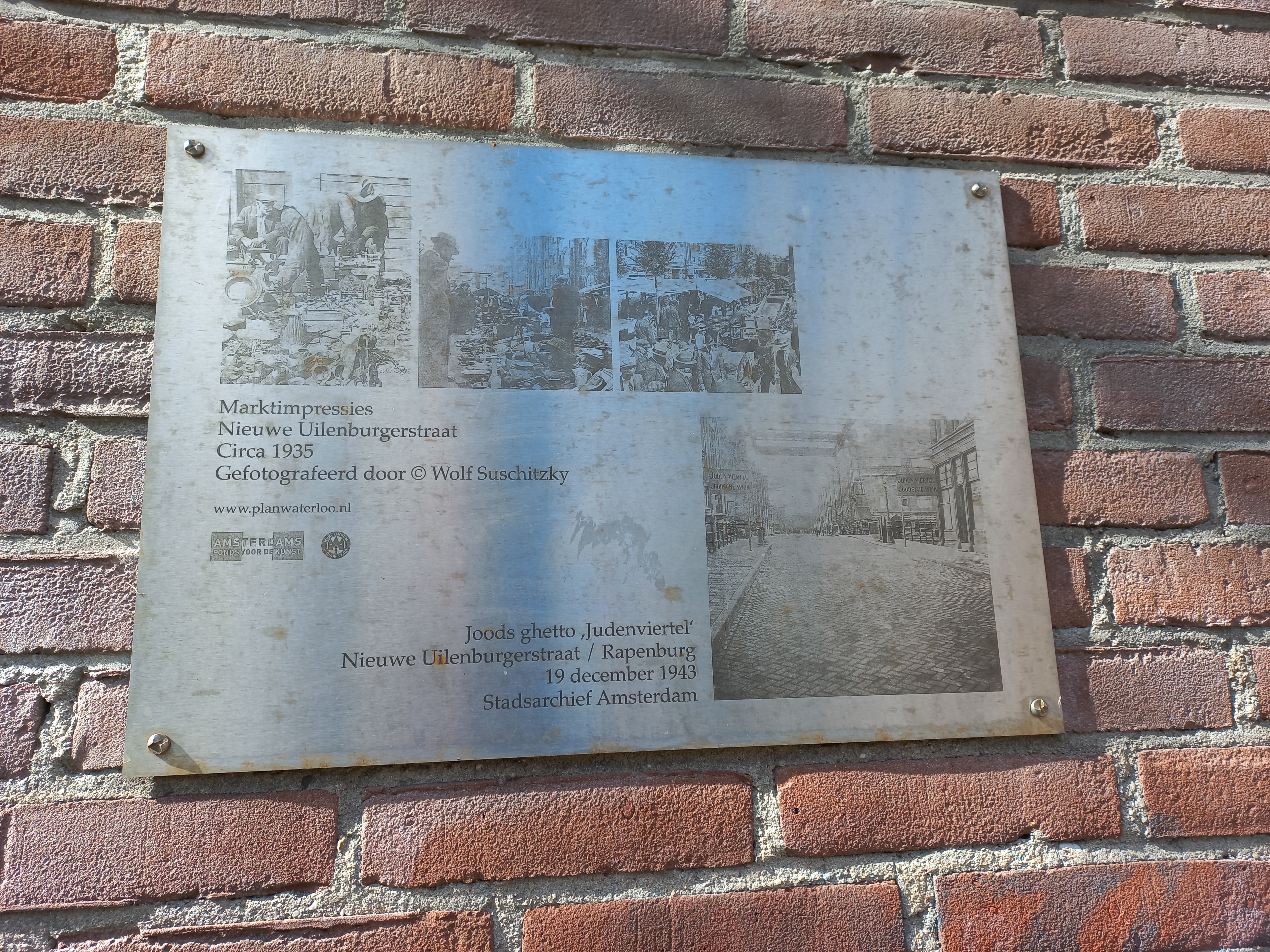
Plaquette Judenviertel (april 2023)